# Acción (periódico)
Acción fue un periódico uruguayo que se publicó entre 1948 y 1973.

## Historia
Fue fundado por el entonces presidente Luis Batlle Berres el 22 de octubre de 1948. Fue una tribuna de expresión del líder quincista en el seno de su Partido Colorado.
En sus páginas escribieron connotados periodistas que también desarrollaron carreras políticas, como Eduardo Paz Aguirre (Editorialista), Manuel Flores Mora (subdirector, bajo la dirección de don Luis) Zelmar Michelini, Amílcar Vasconcellos, Julio María Sanguinetti, Eduardo Paz Aguirre y Edison Rijo. Otras destacadas personalidades que brillaron en sus páginas fueron Hugo Alfaro, Washington Lockhart, Graziano Pascale y Milton Schinca, además del exiliado español Abraham Guillén. Ángel Rama se dedicaba a crítica teatral.
Una vez fallecido Luis Batlle, asumió la dirección su hijo Jorge Batlle, quien mucho después llegó a ser presidente de Uruguay. 
El periódico dejó de publicarse en 1973.